# Suzuki RG Wolf
L'RG TV Wolf è una motocicletta naked con un motore a due tempi  prodotta dalla casa motociclistica giapponese Suzuki dal 1988 al 1990, questa moto è stata prodotta in un'unica serie che ha affiancato la prima serie dalla sorella carenata RGV 250.

## 125
Questa moto, prodotta dal 1992 al 1995, s'ispira al modello 250.

## 200
Questa moto, prodotta solo nel 1992, s'ispira al modello 250.

## 250
La RG 250 TV Wolf aveva vari rivali che competevano con l'RGV, come la Yamaha con la TZR e l'Honda con l'NSR, anche se questi modelli erano carenati.
Questa moto, prodotta dal 1988 al 1990, deriva dalla meno potente RG 250 Gamma come naturale evoluzione e accompagna la RGV 250; da quest'ultima differisce per l'assenza delle carene laterali ed inferiori e la mancanza del cupolino. Adottava inoltre un solo freno a disco anteriore invece che due e aveva un faro rotondo invece che trapezoidale.
Per proteggere le due espansioni della moto, queste erano dotate di paratie di protezione, anche se l'espansione più protetta è quella del cilindro anteriore che risulta essere più esposta.
Meccanicamente la moto differisce per l'adozione di una rapportatura diversa per il cambio e per una diversa impostazione della centralina, accoppiata ad espansioni diverse, che fa perdere potenza massima al motore, ma migliora la potenza ai regimi più bassi.